# Rot-Weiß Koblenz
TuS Rot-Weiß Koblenz is een Duitse sportclub uit Koblenz in de deelstaat Rijnland-Palts. De atletiekafdeling telde in de jaren veertig en vijftig van de twintigste eeuw talrijke Duitse kampioenen.

## Geschiedenis
De club werd op 14 juni 1947 opgericht door een fusie tussen Koblenzer TSC, opgericht in 1860, TG Koblenz en VfL 06/07 Koblenz. Oorspronkelijk heette de club Sportfreunde Rot-Weiß Koblenz. Het woord Turnen in de clubnaam werd verboden door de Franse bezetter. In maart 1951 werd de huidige naam aangenomen. De club heeft meer dan 2.000 leden en is actief in vele sporten.

### Voetbal
De club speelde jaren lang op lokaal niveau. In 2011 promoveerde de club naar de Rheinlandliga, het zesde niveau in de Duitse voetbalpiramide. Stadsrivaal TuS Koblenz degradeerde dat jaar uit de 3. Liga. In 2016 werd de club kampioen en promoveerde zo naar de Oberliga Rheinland-Pfalz/Saar, waar op dat moment ook TuS kampioen werd. In 2019 werd de club kampioen en promoveerde zo voor het eerst naar de Regionalliga Südwest. TuS Koblenz, dat inmiddels ook terug in de Oberliga speelde is zo niet langer de eerste club van de stad.